# Pedro Carreño Zapero
|  | Per a altres significats, vegeu «Pedro Carreño». |

Pedro Antonio Carreño Zapero, periodista i presentador, nascut en 1965 a Madrid, encara que es considera de Madridejos (Toledo), - (lloc on va passar la seva gran part de la seva vida) -, és llicenciat en periodisme per la Universitat Antonio Nebrija; llicenciat en ciències de la informació per la Universitat Complutense de Madrid; màster en informació econòmica per la Universitat Autònoma i Complutense de Madrid i màster en econòmiques pel Col·legi d'Economistes de Madrid.

## Començaments
Els seus començaments es remunten treballant en un setmanari de Ciudad Real.
Després va continuar treballant en el periòdic "Economia 16", editat per Grup 16, posteriorment va treballar en les revistes especialitzades en el sector tecnològic del sector: "Tribuna informática" i "Computing".
També va formar part de la redacció fundacional de "El Siglo" i després va passar a formar part del setmanari "El Nuevo Lunes".

## Mediaset España - (1993 a 2002)
Va ser periodista de Mediaset España Comunicación contractat per Luis Mariñas, aleshores director d'Informativos Telecinco, per a ser redactor de l'àrea d'economia d'Informativos Telecinco durant 9 anys, de 1993 a 2002. Durant aquesta etapa va estar a les ordres de: Luis Mariñas - (1993-1997); Luis Fernández - (1997-2000) i Juan Pedro Valentín - (2000-2002).
La seva estrena a Informativos Telecinco va ser informant sobre la intervenció del Banc d'Espanya a Banesto. Durant aquesta primera etapa a Telecinco - (1993-1998) -, com a redactor d'economia, també va entrevistar Mario Conde. Durant 9 anys va compartir redacció amb periodistes com: Montserrat Domínguez, Juan Ramón Lucas, Jon Sistiaga, Antonio Lobato o Vicente Vallés.
El 1998, coincidint amb l'arribada un any abans de Luis Fernández a la direcció d'Informativos Telecinco, va ser nomenat cap d'economia dels serveis informatius, càrrec quin ocupa de 1998 a 2002, durant 4 anys.

## RTVE (Primera etapa) - (2002 a 2009)
El 2002, és contractat per RTVE per a ser cap d'economia dls serveis informatius de Televisió Espanyola, càrrec quin ocupa fins a 2004. També durant aquesta etapa va presentar i va dirigir el programa "La economía", què s'emetia a Canal 24 horas de TVE a les 00.30 de la nit.
Amb l'arribada del govern del PSOE de José Luis Rodríguez Zapatero, el 2004, hi ha canvis a RTVE, i és traslladat a La 2 Noticias com a redactor, fins a 2007.
El 2007, torna a la redacció de l'àrea d'economia, dels serveis informatius, com a redactor especialitzat en mercats borsaris i dirigint i presentant el programa "La economía en 24 horas" durant els quatre primers mesos de 2009.

## Professor - (2004 a 2009)
De 2004 a 2009, va impartir classes en el màster d'associació de periodistes d'informació econòmica en la Universitat Complutense de Madrid.
Des de 2007 a 2009 va ser professor de comunicació audiovisual en La Universitat Villanueva de Madrid.

## Banc Popular - (2009 a 2012)
De maig de 2009 a agost de 2012, va ser director de comunicació a Banc Popular, demanant una excedència a RTVE, per poder sortir de l'ens.

## RTVE (Segona etapa) - (2012 fins ara)
D'agost de 2012 a abril de 2013, va ser cap d'economia en els serveis informatius de RNE.
D'abril de 2013 a setembre de 2013, va dirigir l'emissora tot notícies de RNE, Radio 5.
Des de setembre de 2013 a juliol de 2014, va dirigir El debate de La 1, presentat per Oriol Nolis, el seu predecessor i successor als Telediarios cap de setmana.
Va treballar al Canal 24 Horas de TVE des del 15 de setembre de 2014 fins al 19 de novembre de 2014 amb Ana Belén Roy, presentant l'espai, La tarda en 24 hores, sent també coordinador de continuïtat del canal, just durant aquest període.
Des del 22 de novembre de 2014 al 29 de juliol de 2018, va presentar i va dirigir els Telediarios de Cap de Setmana, sent a més l'únic periodista de la casa que dirigia i presentava el seu propi informatiu i també l'únic que era director d'un Telenotícies, ja que els seus homòlegs en la resta d'edicions dels Telediarios, ocupaven el càrrec d'editor. Inicialment va compartir la presentació d'aquest informatiu amb Lara Siscar, fins al 14 de juny de 2015 i des del 20 de juny de 2015 al 8 de juliol de 2018 amb Raquel Martínez.
Va rebre el premi Antena de Oro en 2016.
L'agost de 2018 fou cessat com a cap del Telediario, acusat sovint de manipulació informativa a favor del Partit Popular. Des del 22 de setembre de 2018 presenta Noticias 24h matinada cap de setmana, de divendres a diumenge, quinzenalment en diferents trams de 23.00 a 3.00, alternant-se amb Jesús Amor, o bé fent substitucions en els informatius gravats que s'emeten en la matinada del canal de 3.00 a 7.00.